# Cynodictis
Cynodictis es un género extinto de mamíferos carnívoros de la familia Amphicyonidae. Se trata de un lejano antepasado del perro que vivió hace entre 60 y 40 millones de años en Europa y Asia. En el continente americano aparece, hace unos 24 millones de años, una forma más evolucionada denominada Pseudocynodictis estrechamente emparentado con los Cynodictis europeos.

## Características
Se conocen varias especies de  Cynodictis,entre ellos el Sacnodictis, pero en general su aspecto anatómico era de un cuerpo largo, flexible, con miembros relativamente cortos, provistos de cinco dedos y dotados de uñas parcialmente retráctiles mostrando características muy primitivas.